# Kriszta Arnóthy
Kriszta Arnóthy (nume la naștere Kriszta Kovách; n. 20 noiembrie 1930, Budapesta, Regatul Ungariei – d. 6 octombrie 2015) a fost o scriitoare, romancieră, nuvelistă maghiară, sora mai mică a scriitorului Aladár Kovách. Din anul 1952 se stabilește în Republica Federală Germania, apoi din 1955 se mută în Franța; în prezent trăiește în Elveția. A publicat opere originale în limbile: maghiară, germană și franceză.Este membră a Uniunii Scriitorilori din Ungaria și conducătoarea secției străine a acestei instituții.